# Theater der Welt
Theater der Welt ist ein internationales Theaterfestival, das 1981 vom deutschen Zentrum des Internationalen Theaterinstituts (ITI) gegründet wurde. Das ITI vergibt das Festival über ein Bewerbungsverfahren alle drei Jahre an eine Stadt in Deutschland.

## Geschichte
1979, als das Theater der Nationen in Hamburg zu Gast war, entwickelte der Intendant des Deutschen Schauspielhauses und damalige Präsident des ITI, Ivan Nagel, die Idee, auch in Deutschland ein solches internationales Festival zu etablieren. Theater der Nationen ist ein Projekt des Internationalen Theaterinstituts, Theater der Welt wurde ein Projekt des deutschen ITI-Zentrums und wird zu je einem Drittel durch die austragende Stadt, das entsprechende Bundesland und den Bund gefördert.

### Austragungsorte
Austragungsstätten sowie teilnehmende Künstler und Theater waren:
- 1981 Köln, 12. – 26.6. (Programmdirektion Renate Klett): u. a. Theater der Satire, Moskau; Squat Theatre, New York; National Theatre London; Circus Roncalli; Laurie Anderson, New York; Wuppertaler Tanztheater von Pina Bausch; Staatliche Hochschule für Schauspiel, Kraków; Theatre Gérard Philipe, St. Denis; Peking Oper; Jérôme Savary
- 1985 Frankfurt am Main, 20.9. – 10.10. (Programmdirektion Thomas Petz): u. a. Thomas Bernhard, Claus Peymann; Stary Teatr Krakau, Andrzei Wajda; Suzuki Company of Toga; Falso Movimento, Neapel; Reinhild Hoffmann; Het Werkteater, Amsterdam; La Gaia Scienza, Rom; Herbert Achternbusch; Robert Wilson; Peter Brook
- 1987 Stuttgart, 16. – 28.6. (Programmdirektion: Renate Klett): u. a. Peter Sellars; Bobby McFerrin; Robert Wilson; Grips-Theater; Moskauer Studiotheater; The Market Theatre mit The Earth Players, Südafrika
- 1989 Hamburg, 16.6. – 2.7. (Programmdirektion: Renate Klett): u. a. Zinnober, Heiner Müller/Deutsches Theater Berlin, DDR; Wim Vandekeybus, Brüssel; Robert Lepage, Québec; Lew Dodin / Maly Teatr Leningrad
- 1991 Essen, 27.6. – 14.7. (Programmdirektion: Börries von Liebermann): u. a. Bread and Puppet Theater, Columbus; Ariane Mnouchkine / Théâtre du Soleil, Paris; Susanne Linke, Essen; Burgtheater Wien;
- 1993 München 12. – 27.6. (Programmdirektion: Renate Klett): William Kentridge/ Handspring Puppet Company, Johannesburg; Théâtre de Complicité, London; Peter Brook/Centre International de Créations Théâtrales, Paris; The Wooster Group, New York; Giorgio Strehler/ Piccolo Teatro di Milano
- 1996 Dresden 14. – 30.6. (Programmdirektion: Hannah Hurtzig): u. a. Robert Lepage/Ex Machina, Québec; Christoph Marthaler, Hamburg; Eimuntas Nekrosius, Vilnius; Sociétas Raffaello Sanzio; Christian Boltanski/Jean Kalman; Tiger Lillies, London, Johan Simons und Paul Koek/Hollandia; Station House Opera; rosalie, Stuttgart
- 1999 Berlin 18.6. – 4.7. (Programmdirektion: Nele Hertling, Maria Magdalena Schwaegermann, Thomas Langhoff): u. a. Roger Planchon, Frankreich; Enrique Vargas, Kolumbien; Cameri Theatre, Tel Aviv; Ong Keng Sen, Singapur; Richard Maxwell, USA; Ricardo Bartis, Argentinien
- 2002 Köln-Bonn-Düsseldorf-Duisburg 21. – 30.6. (Programmdirektion: Matthias Lilienthal): u. a. Sociétas Raffaello Sanzio; Frank Castorf/Volksbühne Berlin; Daniel Veronese / El Periférico de Objetos, Buenos Aires; Amir Reza Koohestani/Mehr Theatre Group, Teheran; Brett Bailey, Südafrika; Oskaras Koršunovas, Vilnius; Luk Perceval / Het Toneelhuis, Antwerpen; Sidi Larbi Cherkaoui, Gent; Elias Khoury, Rabih Mroue, Beirut; Rimini Protokoll, Deutschland, Nadia Ross, Jacob Wren, Kanada, Johan Simons u. Paul Koek /ZT Hollandia, Niederlande
- 2005 Stuttgart, 16.6. – 17.7. (Programmdirektion: Marie Zimmermann): u. a. Lemi Ponifasio/ MAU, Samoa; Béla Pintér, Budapest; Stan’s Cafe, GB; Eimuntas Nekrosius, Moskau, Christoph Marthaler/NT Gent/ZT Hollandia; Lee Breuer/Mabou Mines, New York; Handspring Puppett Company/Sogolon Puppet Troupe, Südafrika/Mali; Ivo van Hove/ Staatstheater Stuttgart; Hans Ulrich Obrist, Frankreich; Tim Etchells/Forced Entertainment, GB/D; Usha Ganguli/Rangakarmee, Indien, Johan Simons / Schauspielhaus Zürich
- 2008 Halle (Saale), 19.6. – 6.7. (Kurator: Torsten Maß): u. a. Eimuntas Nekrosius, Vilnius; Yael Ronen/Habimah Theater, Tel Aviv; Big Art Group, New York; Roysten Abel, Rajasthan/Neu-Delhi; Massimo Furlan, Lausanne; Shiro Takatani/Dumb Type, Kyoto; Ricardo Bartis/Sportivo Teatral, Buenos Aires; Nico and the Navigators, Berlin, Opiyo Okach/Compagnie Gaàra, Nairobi
- 2010 Essen und Mülheim an der Ruhr, 30. Juni – 17. Juli (Programmdirektion: Frie Leysen): u. a. Anna Rispoli, Brüssel/Bologna; Beatriz Catani, La Plata; Béla Pintér, Budapest; Dmitri Krymov, Moskau; Guy Cassiers, Antwerpen; John Cale, New York; Christian Smeds, Helsinki; Romeo Castellucci / Socìetas Raffaello Sanzio, Cesena; William Kentridge, Johannesburg; Hans Peter Litscher, Paris; Lemi Ponifasio / MAU, Samoa; Kornél Mundruczó, Budapest.
- 2014 Mannheim, 23. Mai bis 8. Juni (Programmdirektion: Matthias Lilienthal): u. a. Rabih Mroué, Beirut; Nicolas Stemann /Thalia Theater Hamburg; Dmitri Krymow, Moskau; Toshiki Okada, Tokio; Bruno Beltrão, Niterói; Simon Stone, Sydney; Angélica Liddell, Madrid; Anne Teresa De Keersmaeker / Rosas, Brüssel; Nelisiwe Xaba / Mocke J van Veueren, Johannesburg; raumlaborberlin, Berlin
- 2017 Hamburg, 25. Mai – 11. Juni (Künstlerische Leitung: Amelie Deuflhard, Sandra Küpper, Joachim Lux, Andras Siebold; Festivalleitung: Joachim Lux): u. a. Lemi Ponifasio, Samoa; Kornél Mundruczó, Budapest.; Wael Shawky, Kairo;  The Public Theatre, New York; La Fura dels Baus, Barcelona; Bruno Beltrão, Niterói;  Brett Bailey, Cape Town; Belarus Free Theatre, Minsk/London; Ivo van Hove, Amsterdam; Back to Back Theatre, Victoria; Gintersdorfer/Klaßen, Hamburg; geheimagentur, Hamburg
- 2020 Düsseldorf, 14. Mai – 30. Mai, aufgrund der Covid-19-Pandemie auf Juni 2021 verschoben[1] (als Programmdirektor wurde im Februar 2018 Christophe Slagmuylder vorgestellt, diese Verpflichtung gab er nach Übernahme der Intendanz der Wiener Festwochen Ende Juni 2018 ab.[2] Im September 2018 übernahm Stefan Schmidtke als Programmdirektor die künstlerische Leitung.[3]) mit u. a. Jetse Batelaan / Theater Artemis, s-Hertogenbosch; Guillermo Calderón, Santiago de Chile; Lara Foot und Handspring Puppet Company, Kapstadt; Back to Back Theatre Geelong, Australien; Massimo Furlan, Claire de Ribaupierre, Lausanne; Étienne Minoungou, Ouagadougou; Porte Parole, Montreal. Erste Ausgabe des Festivals mit einem künstlerisch gleichwertig behandelten, ca 1 Drittel des Programms mit Produktionen für Kinder und Jugendliche.

- 2023 Frankfurt a. M. und Offenbach, 29. Juni – 16. Juli. Programmdirektion: Chiaki Soma und Kyoko Iwaki (Arts Commons Tokyo).[4]

## Filme über Theater der Welt
- Theater in  Trance. Dokumentarfilm in vierzehn Kapiteln über das Festival „Theater der Welt  1981“ in Köln. Produktion: Laura-Film/ZDF 1981, 91 Min., Regie: Rainer Werner Fassbinder
- Eine Stadt zeigt Flagge – das Theater der Welt in Berlin. Dokumentation, Deutschland, 1999, 72 Min., Erstausstrahlung auf arte: 21. September 1999, Teaser  Buch & Regie: Jeremy JP Fekete, Produktion: rbb/arte,
- Theater der Welt 2010 – Mülheim Essen. Ein Film von Eric Brinkmann, Deutschland, 2010, Erstausstrahlung am 10. August 2010 3Sat. Produktion 3Sat/ZDF Theaterkanal
- Theater der Welt 2014. Eine Reise von Moskau über Santiago nach Tokio Eine Dokumentation von Sibylle Dahrendorf. Erstausstrahlung am 25. Mai 2014, ARTE. (52 Min) Trailer:
- Theater erobert die Stadt. Theater der Welt 2017 in Hamburg
- An Ethics of Consequences Eröffnungsrede Theater der Welt am 25. Mai 2017 von Achille Mbembe